# Новиков, Александр Маркович
Алекса́ндр Ма́ркович Но́виков (род. 27 октября 1969, Ленинград, РСФСР, СССР) — советский и российский актёр театра и кино. Заслуженный артист России (2008).

## Биография
Александр Новиков родился 27 октября 1969 года в Ленинграде. В 1986 году поступил в ЛГИТМиК на курс И. П. Владимирова, который окончил в 1990 году и был принят в труппу театра Ленсовета. В кино дебютировал в 1990 году в фильме «Царская охота». Стал известен по сериалу «Тайны следствия», где сыграл оперуполномоченного Федора Курочкина.

## Творчество

### Роли в театре
- «Завтра была война» Бориса Васильева — Вовик Храмов
- «Снежная королева» Евгения Шварца — Принц Клаус, Атаманша
- «Западня» — Сын Греты
- «Двери хлопают» Мишеля Фермо — Жорж
- «Трубадур и его друзья» по пьесе Василия Ливанова и Юрия Энтина — Пёс
- «Таланты и поклонники» — Мигаев
- «Крошка» Жана Летраза — Жак
- «День рождения кота Леопольда» Аркадия Хайта — Кот Леопольд
- «Игроки» Николая Гоголя — Глов-младший
- «Лицо» Ингмара Бергмана — Симсон
- «Подсвечник» — Гений сада
- «На бойком месте» — Непутёвый
- «Дама-призрак» — Дон Луис
- «Банан» — 2-й мужчина
- «Братец Кролик на Диком Западе» — Братец Енот
- «Мнимый больной» — Клеант
- «Кабаре» — Господин Шульц
- «Кровать для троих» — Снглф
- «Варвары» — Головастиков
- «Добрый человек из Сычуани» — Второй Бог
- «Мавр» — Яго
- «Владимирская площадь» по Фёдору Достоевскому — Миллер
- «Приглашение в замок» — Роменвиль
- «С Рождеством, мистер Россман!» — Первое Всевозможное Удобство
- «Night and day» Биляны Срблянович. Режиссёр: Владимир Петров — Милан, сын Игнятовича
- «Заповедник» Сергея Довлатова. Режиссёр: Василий Сенин — Митрофанов
- «Казимир и Каролина» Эдена фон Хорвата. Режиссёр: Мария Романова — Шюрцингер
- «Лес» Александра Островского. Режиссёр: Кирилл Вытоптов — Аркадий Счастливцев, актёр, Уар Кирилыч Бодаев
- «Макбет. Кино.» по Уильяму Шекспиру — Пианист, убийца, сын
- «Малыш и Карлсон, который живёт на крыше» Астрид Линдгрен. Режиссёр: Нора Райхштейн — Карлсон, который живёт на крыше
- «На всякого мудреца довольно простоты» Александра Островского — Нил Федосеич Мамаев
- «Ревизор» Николая Гоголя. Режиссёр: Сергей Федотов — Артемий Филиппович Земляника, попечитель богоугодных заведений
- «Смешные деньги» Рэя Куни. Режиссёр: Олег Леваков — Генри Перкинс
- «Тень дерева» Екатерины Нарши. Режиссёр: Мария Романова — Нелюбимый человек
- «Фредерик, или Бульвар Преступлений» Эрика-Эммануэля Шмитта. Режиссёр: Владислав Пази — Му де Звон, драматург
- «Чеховъ. Водевиль» по Антону Чехову. Режиссёр: Андрей Прикотенко — Иван Васильевич Ломов
- «Гамлет» по Уильяму Шекспиру — Первый актер и Могильщик.
- «Утиная охота» по Александру Вампилову. Режиссёр: Роман Кочержевский — Кушак

### Роли в кино
- 1990 — Царская охота — Белоглазов
- 1993 — Сикимоку — музыкант
- 1994 — Король и хитрец (фильм-спектакль) — Третий министр
- 1994—1998 — Сказка за сказкой — Третий министр/Густав/Изекиль Толстый/Ламме Гудзак/Третий министр/Пастух/Оле/Гном
- 1995 — Домовой старого замка (фильм-спектакль)
- 1995 — Каменное сердце (фильм-спектакль) — Изекиль Толстый
- 1995 — Откровения незнакомцу (Россия, Франция, Италия) — первый полицейский
- 1998 — Горько! — Вася, непьющий жених
- 1998 — Маленький водяной (фильм-спектакль) — пастух
- 1998 — Розабелла и тролль (фильм-спектакль) — Оле/гном
- 1997 — 1998 — Улицы разбитых фонарей Серия 30. «Куколка» — подручный Спикера
- 2000 — Вместо меня —
- 2000 — Воспоминания о Шерлоке Холмсе — пассажир с газетой
- 2000 — Мифы — эпизод
- 2000 — «Убойная сила-1» — хозяин угнанных «Жигулей», по совместительству — хозяин тира
- 2000 — 2004 — Вовочка (телесериал) — второй новый русский
- 2001 — Сказ про Федота-стрельца — Фрол Фомич
- 2001 — Начальник каруселей
- 2000 — н. в. — «Тайны следствия» — Фёдор Михайлович Курочкин
- 2002 — «Русские страшилки» — нэпман
- 2002 — «Улицы разбитых фонарей-4» — Галкин, частный предприниматель
- 2002 — Агентство —
- 2002 — У нас все дома — агент по недвижимости
- 2002 — 2003 — Недлинные истории —
- 2003 — Чисто по жизни — Николай Герасимович/Сергей Прохорович, учитель/бандит
- 2003 — Линии судьбы —
- 2004 — На вираже — Васятко
- 2004 — Женский роман
- 2004 — Тимур и его коммандос — Гавриил Пузырёв, «Пузырь»
- 2005 — «Братва» — Пейков
- 2005 — Пари — капитан ДПС
- 2005 — Подлинная история поручика Ржевского — Соколов Михаил Васильевич
- 2005 — Фаворит — Михаил Кутузов
- 2005 — «Лабиринты разума» — Светин
- 2006 — Контора —
- 2008 — Золото Трои — Марио
- 2009 — Питерские каникулы — Аркадий
- 2009 — 2010 — «Гаишники 2 (Россия, Украина)» — Бондарев, следователь
- 2010 — «Лиговка» — эпизод
- 2011 — «Агент особого назначения-2» — Александр
- 2011 — «Государственная защита-2» — Федя, взяточник, сокамерник Клёнова и Малича
- 2011 — Я ехала домой — Беклемишев
- 2012—2013 — ППС 2 — Гена Поздняков
- 2013 — Гена-Бетон — строитель
- 2015 — «Один день, одна ночь» — Петечка Котин, адвокат
- 2024 — Казачок —

## Озвучивание
- 2001 — «Убойная сила-3»

## Награды
- Медаль «За содействие» Следственного комитета Российской Федерации (1 сентября 2017 года) — за ценный вклад в формирование подлинного образа ответственного и профессионального следователя в телесериале «Тайны следствия»[2].